# VivaVivaV6
『VivaVivaV6』（ビバ ビバ ブイロク、通称・VVV6） は、フジテレビ系列で2001年4月12日から2010年3月19日まで放送されていたV6が司会を務めるバラエティ番組・グルメ番組である。また、V6の冠番組である。
新聞発表上は『VVV6』、ナレーションでは『ブイブイブイロク』、番組内容では「東京Vシュラン2」として放送し、VivaVivaV6と番組内で案内されることはない。またフジテレビの公式サイトでは、『VivaVivaV6』という表記と『VVV6』 、『VERSUS VERSUS V6』という表記が併存している。
2008年1月17日からはハイビジョン制作となる。

## 来歴

### 初期
2001年4月 - 9月。「ザ・マグロショー」「初めての生V6」「長野の五輪」「号泣歌謡ショー」「目分量アワー」「マギスキーのマジック」などのコーナーがあった。

### 第2期
『ジャンクバトル』2001年10月 - 2002年9月。V6のメンバーが毎回2対2でコンビを組み、毎回テーマに沿った料理を作り一般の人に販売しどちらが勝つか競う戦いだった。2対2で競うため、毎回戦わない2人の出演はなかった。この1年間で、2度チームの編成が行われた。また現在のナレーターの木村匡也はジャンクバトルから番組を担当している。

### 第3期
『V6事業部』2002年10月 - 12月5日。高橋英樹を事業部長に置き、第1弾はサーカスをテストで落ちた井ノ原快彦を除く全メンバーで行った。第2弾はそのサーカスのテストに落ちた井ノ原が森田剛とともに2人3脚マラソンで、村の代表選手4名と元マラソン選手1名の計5名ずつ、井ノ原と森田の2人がそれぞれチームを作り競った。

### 第4期
『東京Vシュラン計画』2002年12月12日 - 2004年9月23日。そして第4期が番組終了まで放送された企画、『東京Vシュラン計画』である、実はこの企画は第3期の『V6事業部』の第3弾として立ち上げたものである。この企画から現在のグルメ番組に方向転換した。毎回1人（もしくは1組）のゲストを招いて、リーダーである坂本昌行を除く全メンバーがテーマに沿った料理の店を事前に聞いたアンケートのベスト3〜5の全ての店へ行って最終的に1番美味しかった店の主人へ電話し報告するという企画である（もともと坂本は試食を許されていなかったが、後にスプーンを使って1杯だけ食べることを許された）。しかし『オムライス頂上決戦』でゲストに笑福亭鶴瓶が来た時の1度だけ「理想と違う」という理由で選定しなかった。

### 第5期
『東京Vシュラン2 ランキング予想バトル』2004年10月7日 - 最終回。井ノ原快彦が総合司会となりゲスト2組にそれぞれV6メンバー1人がつく。事前に特定の人（OL、フードコーディネーターなど）へある料理・地域のおいしい店をリサーチしランキングを作成。そのベスト3の店に行き、実際に食べてランキングを予想する。（4位、5位は移動中のVTRで紹介。）各チームランキング予想を発表し、的中数の多いチームの勝利。（同点の場合は上位を当てたチームの勝利。両チームとも全て外せば両者罰ゲーム。）また、両チーム同じ予想の場合は総合司会の井ノ原との対決となり、全的中なら井ノ原が、1軒でも外せば両チーム罰ゲームを受ける。負けたチームには地獄の罰ゲーム（と言っても大抵は店の中の掃除と食器洗いなどが殆ど）が執行される。
このコーナーが始まってから岡田准一は2度しか勝っていないこと（初対決から15連敗、さらにその後22連敗）から「死神岡田」の異名を取ることとなる。また、石塚英彦と森公美子（両者とも出演時はゴジラとキングキドラにたとえられる。）が出演する肉特集の時によく呼ばれ、2人の食べるペースについていけずボロボロになることが多い。

#### やらせ報道について
2006年10月8日付の東京スポーツは、VivaVivaV6でやらせが行われたと1面で報じた。その内容は、前述の罰ゲームで神奈川県鎌倉市腰越海岸のゴミの清掃を行うことが決定したが、ボランティアが既に清掃を終えていてゴミがなかったため、番組スタッフがゴミをばらまいた、というものであった。そしてフジテレビはこの事実を認め、このシーンの放送自粛を決定した。
その後、他のマスコミ各社もこの問題について報道した。それらによると、フジテレビは謝罪をした上で「いったん拾ったゴミを収録ポイントに置き直した」、「やらせではなく演出が過剰になったということです」と主張している。

### 金曜日に移動
前身番組の『V6の素』『マッハブイロク』『お笑いV6病棟!』から長らく木曜日に放送されていたが、2008年10月の番組改編で、放送曜日が同年10月10日から『メントレG』や『スリルな夜』などを放送していた枠の金曜日の23:00 - 23:30（JST）に移動された。空いた木曜23時枠には同年10月9日からV6の先輩グループ・TOKIOが出演する『5LDK』が開始された。
移行してからは提供クレジット(番組が木曜夜11時での時代とこ2008年9月までの金曜夜11時の番組での形態と異なる)の形態も変わり、前クレでは右下表示、後クレは全面表示となっている。
放送枠移転のため、金曜日にTBS系で10月からスタートした新番組『新知識階級 クマグス』により、V6の番組が2度放送されることになった。
視聴率は移動前よりはやや下がったものの10%前後で安定していたが、2010年3月19日を以って終了した。番組開始から9年、前身番組の『V6の素』を含め10年半の歴史に幕を下ろした。また、V6のフジテレビのレギュラー番組も同時に廃止となる。
後番組の『恋するTV すごキュン』には、三宅健のみが続投し、お笑いコンビのはんにゃと共に司会を務めた。

## 放送リスト

### 第1期
| 回数   | 放送日         | コーナー                                                                  |
| ------ | -------------- | ------------------------------------------------------------------------- |
| 第1回  | 2001年04月12日 | ザ・マグロショー はじめての生V6 長野の五輪 号泣歌謡ショー                 |
| 第2回  | 2001年04月19日 | ザ・マグロショー はじめての生V6 長野の五輪 号泣歌謡ショー                 |
| 第3回  | 2001年04月26日 | ザ・マグロショー 弱そうなブラザーコンテスト はじめての生V6 号泣歌謡ショー |
| 第4回  | 2001年05月03日 | ザ・マグロショー 長野の五輪 はじめての生V6                                |
| 第5回  | 2001年05月10日 | ザ・マグロショー はじめての生V6 号泣歌謡ショー                            |
| 第6回  | 2001年05月17日 | ザ・マグロショー はじめての生V6 シブい素人芸コンテスト                    |
| 第7回  | 2001年05月24日 | 長野の五輪 ザ・マグロショー                                               |
| 第8回  | 2001年05月31日 | ザ・マグロショー はじめての生V6 号泣歌謡ショー                            |
| 第9回  | 2001年06月07日 | ザ・マグロショー 長野の五輪                                               |
| 第10回 | 2001年06月14日 | ザ・マグロショー 長野の五輪                                               |
| 第11回 | 2001年06月21日 | ザ・マグロショー はじめての生V6                                           |
| 第12回 | 2001年06月28日 | ザ・マグロショー 長野の五輪                                               |
| 第13回 | 2001年07月05日 | ザ・マグロショー                                                          |
| 第14回 | 2001年07月12日 | ザ・マグロショー                                                          |
| 第15回 | 2001年07月19日 | ザ・マグロショー                                                          |
| 第16回 | 2001年07月26日 | ザ・マグロショー 長野の五輪                                               |
| 第17回 | 2001年08月02日 | ザ・マグロショー 長野の五輪                                               |
| 第18回 | 2001年08月09日 | ザ・マグロショー ビバビバマジック                                         |
| 第19回 | 2001年08月16日 | ザ・マグロショー ビバビバマジック                                         |
| 第20回 | 2001年08月23日 | ザ・マグロショー 目分量アワー                                             |
| 第21回 | 2001年08月30日 | ザ・マグロショー                                                          |
| 第22回 | 2001年09月13日 | ザ・マグロショー                                                          |
| 第23回 | 2001年09月20日 | 目分量アワー キセキのはじまり 空手大バカ一代                              |
| 第24回 | 2001年09月27日 | 美味しいものガッツリ食べちゃおうツアー 長野の五輪                         |

### 第2期【ジャンクバトル】
| 回数   | 放送日         | 屋台メニュー       | 参加チーム                                      |
| ------ | -------------- | ------------------ | ----------------------------------------------- |
| 第1回  | 2001年10月11日 | クレープ           | TEAM長岡 モリケンズ                             |
| 第2回  | 2001年10月18日 | クレープ           | TEAM長岡 モリケンズ                             |
| 第3回  | 2001年10月25日 | コロッケ           | 井ノ坂組 TEAM長岡                               |
| 第4回  | 2001年11月01日 | コロッケ           | 井ノ坂組 TEAM長岡                               |
| 第5回  | 2001年11月08日 | ラーメン           | 井ノ坂組 モリケンズ                             |
| 第6回  | 2001年11月15日 | ラーメン           | 井ノ坂組 モリケンズ                             |
| 第7回  | 2001年11月22日 | たこ焼             | 井ノ坂組 TEAM長岡                               |
| 第8回  | 2001年11月29日 | たこ焼             | 井ノ坂組 TEAM長岡                               |
| 第9回  | 2001年12月06日 | 餃子               | TEAM長岡 モリケンズ                             |
| 第10回 | 2001年12月13日 | 餃子               | TEAM長岡 モリケンズ                             |
| 第11回 | 2001年12月20日 | 検証SP             | ゲスト 千秋・菊川怜                             |
|        | 2001年12月31日 | 年越しラーメン     |                                                 |
| 第12回 | 2002年01月10日 | 年越しラーメン     | 坂本・森田・山口(TOKIO) 長野・三宅・松岡(TOKIO) |
| 第13回 | 2002年01月17日 | 学食カレー         | ザ・ミヤモト 長原軒                             |
| 第14回 | 2002年01月24日 | 学食カレー         | ザ・ミヤモト 長原軒                             |
| 第15回 | 2002年01月31日 | ホットドリンク     | 長原軒 田田丸                                   |
| 第16回 | 2002年02月07日 | ホットドリンク     | 長原軒 田田丸                                   |
| 第17回 | 2002年02月14日 | バレンタインチョコ | ザ・ミヤモト 田田丸                             |
| 第18回 | 2002年02月21日 | バレンタインチョコ | ザ・ミヤモト 田田丸                             |
| 第19回 | 2002年02月28日 | 寿司               | ザ・ミヤモト 長原軒 田田丸                      |
| 第20回 | 2002年03月14日 | 寿司               | ザ・ミヤモト 長原軒 田田丸                      |
| 第21回 | 2002年03月21日 | 寿司               | ザ・ミヤモト 長原軒 田田丸                      |
| 第22回 | 2002年03月28日 | JUNK AWARDS        | ゲスト 秋野暢子                                 |
| 第23回 | 2002年04月11日 | 焼きそば           | 長原軒 田田丸                                   |
| 第24回 | 2002年04月18日 | 焼きそば           | 長原軒 田田丸                                   |
| 第25回 | 2002年04月25日 | カツ丼             | ザ・ミヤモト 田田丸                             |
| 第26回 | 2002年05月02日 | カツ丼             | ザ・ミヤモト 田田丸                             |
| 第27回 | 2002年05月09日 | 駅弁おにぎり       | ザ・ミヤモト 長原軒                             |
| 第28回 | 2002年05月23日 | 駅弁おにぎり       | ザ・ミヤモト 長原軒                             |
| 第29回 | 2002年05月30日 | 和風ハンバーガー   | 岡坂亭 森長飯店                                 |
| 第30回 | 2002年06月06日 | 和風ハンバーガー   | 岡坂亭 森長飯店                                 |
| 第31回 | 2002年06月13日 | アイスクリーム     | 森長飯店 三井厨房                               |
| 第32回 | 2002年06月20日 | アイスクリーム     | 森長飯店 三井厨房                               |
| 第33回 | 2002年06月27日 | ホットドッグ       | 岡坂亭 三井厨房                                 |
| 第34回 | 2002年07月04日 | ホットドッグ       | 岡坂亭 三井厨房                                 |
| 第35回 | 2002年07月11日 | サンドイッチ       | 岡坂亭 三井厨房                                 |
| 第36回 | 2002年07月18日 | 冷やし中華         | 岡坂亭 森長飯店                                 |
| 第37回 | 2002年07月25日 | かき氷             | 森長飯店 三井厨房                               |
| 第38回 | 2002年08月01日 | かき氷             | 森長飯店 三井厨房                               |
| 第39回 | 2002年08月08日 | お好み焼き         | 岡坂亭 森長飯店                                 |
| 第40回 | 2002年08月15日 | お好み焼き         | 岡坂亭 森長飯店                                 |
| 第41回 | 2002年08月22日 | お好み焼き         | 岡坂亭 森長飯店                                 |
| 第42回 | 2002年08月29日 | 串揚げ             | 岡坂亭 三井厨房                                 |
| 第43回 | 2002年09月05日 | 串揚げ             | 岡坂亭 三井厨房                                 |
| 第44回 | 2002年09月12日 | 特製お昼ご飯       | 森長飯店+坂本 三井厨房+岡田                     |
| 第43回 | 2002年09月19日 | JUNK AWARDS        | ゲスト 久本雅美                                 |
| 第44回 | 2002年09月26日 | JUNK AWARDS        | ゲスト 久本雅美                                 |
|        | 2003年01月01日 | 年越しラーメン     | 坂本・森田・松岡(TOKIO) 長野・三宅・長瀬(TOKIO) |

### 第3期【V6事業部】
| 回数  | 放送日         | コーナー |
| ----- | -------------- | -------- |
| 第1回 | 2002年10月10日 | サーカス |
| 第2回 | 2002年10月17日 | サーカス |
| 第3回 | 2002年10月24日 | サーカス |
| 第4回 | 2002年10月31日 | サーカス |
| 第5回 | 2002年11月07日 | サーカス |
| 第6回 | 2002年11月14日 | サーカス |
| 第7回 | 2002年11月21日 | サーカス |
| 第8回 | 2002年11月28日 | 二人三脚 |
| 第9回 | 2002年12月05日 | 二人三脚 |

### 第4期【東京Vシュラン】

#### 2002-2003年
| 回数  | 放送日         | メニュー             | ゲスト   | 調査員       |
| ----- | -------------- | -------------------- | -------- | ------------ |
| 第1回 | 2002年12月12日 | 豚骨しょうゆラーメン | 吉田秀彦 | 長野・三宅   |
| 第2回 | 2002年12月19日 | タン塩               | 武蔵     | 長野・井ノ原 |
| 第3回 | 2002年12月26日 | オムライス           | 掛布雅之 | 井ノ原・森田 |

| 回数   | 放送日         | メニュー                                       | ゲスト       | 調査員             |
| ------ | -------------- | ---------------------------------------------- | ------------ | ------------------ |
| 第4回  | 2003年01月09日 | チゲ鍋                                         | 高島彩       | 長野・岡田         |
| 第5回  | 2003年01月16日 | 塩ラーメン                                     | 石井一久     | 井ノ原・三宅       |
| 第6回  | 2003年01月23日 | ヒレカツ                                       | 畑山隆則     | 井ノ原・森田       |
| 第7回  | 2003年01月30日 | 骨付きカルビ                                   | 中村紀洋     | 長野・岡田         |
| 第8回  | 2003年02月06日 | 焼き餃子                                       | 松井稼頭央   | 長野・森田         |
| 第9回  | 2003年02月13日 | ハンバーグ                                     | 曙親方       | 森田・岡田         |
| 第10回 | 2003年02月20日 | 天丼                                           | TIM          | 井ノ原・三宅       |
| 第11回 | 2003年03月06日 | お好み焼き                                     | 蝶野正洋     | 長野・岡田         |
| 第12回 | 2003年03月13日 | シューマイ                                     | 青島幸男     | 井ノ原・三宅       |
| 第13回 | 2003年03月20日 | 石焼ビビンバ                                   | 高田延彦     | 井ノ原・森田       |
| 第14回 | 2003年03月27日 | 初版スペシャル                                 |              |                    |
| 第15回 | 2003年04月17日 | 豚骨ラーメン                                   | 中川家       | 長野・森田         |
| 第16回 | 2003年04月24日 | 焼きそば                                       | マギー審司   | 長野・森田         |
| 第17回 | 2003年05月01日 | 焼き鳥                                         | 宮本亜門     | 長野・三宅         |
| 第18回 | 2003年05月08日 | カツ丼                                         | 石塚英彦     | 井ノ原・岡田       |
| 第19回 | 2003年05月15日 | マグロ丼                                       | KONISHIKI    | 井ノ原・岡田       |
| 第20回 | 2003年05月22日 | ステーキ                                       | 武藤敬司     | 長野・三宅         |
| 第21回 | 2003年05月29日 | 杏仁豆腐                                       | オセロ       | 5人                |
| 第22回 | 2003年06月05日 | クリームコロッケ                               | さまぁ～ず   | 長野・森田         |
| 第23回 | 2003年06月12日 | ピザ                                           | 永島昭浩     | 長野・岡田         |
| 第24回 | 2003年06月19日 | 塩カルビ                                       | 千代大海関   | 井ノ原・三宅       |
| 第25回 | 2003年06月26日 | カルボナーラ                                   | はしのえみ   | 長野・森田         |
| 第26回 | 2003年07月03日 | カレーライス                                   | 綴山親方     | 井ノ原・三宅       |
| 第27回 | 2003年07月10日 | うな丼                                         | おすぎ       | 森田・三宅・岡田   |
| 第28回 | 2003年07月17日 | 冷やし中華                                     | 井筒和幸     | 長野・井ノ原・三宅 |
| 第29回 | 2003年07月24日 | 海鮮丼                                         | 松本明子     | 長野・森田・三宅   |
| 第30回 | 2003年07月31日 | パフェ                                         | 磯野貴理子   | 5人                |
| 第31回 | 2003年08月07日 | しゃぶしゃぶ                                   | 舞の海       | 井ノ原・岡田       |
| 第32回 | 2003年08月14日 | お茶漬け                                       | セインカミュ | 長野・岡田         |
| 第33回 | 2003年08月21日 | チャーハン                                     | 花田勝       | 井ノ原・三宅       |
| 第34回 | 2003年08月28日 | ハンバーガー                                   | 勝俣州和     | 長野・森田・岡田   |
| 第35回 | 2003年09月04日 | 釜飯                                           | 島崎和歌子   | 長野・三宅         |
| 第36回 | 2003年09月11日 | プリン                                         | YOU          | 5人                |
| 第37回 | 2003年09月18日 | おにぎり                                       | 假屋崎省吾   | 森田・三宅・岡田   |
| 第38回 | 2003年09月25日 | 1位だけスペシャル 坂本が食べたかった料理BEST10 |              | 坂本・三宅         |
| 第39回 | 2003年10月09日 | しょうゆラーメン                               | 渡辺正行     | 長野・森田・三宅   |
| 第40回 | 2003年10月16日 | 親子丼                                         | 中山秀征     | 長野・井ノ原・森田 |
| 第41回 | 2003年10月23日 | チーズケーキ                                   | 千秋         | 5人                |
| 第42回 | 2003年10月30日 | 讃岐うどん                                     | 志村けん     | 長野・井ノ原・三宅 |
| 第43回 | 2003年11月06日 | 中華まん                                       | 角田信朗     | 井ノ原・三宅・岡田 |
| 第44回 | 2003年11月13日 | 鶏の唐揚                                       | 恵俊彰       | 長野・森田・三宅   |
| 第45回 | 2003年11月20日 | グラタン                                       | ベッキー     | 長野・井ノ原・岡田 |
| 第46回 | 2003年11月27日 | おでん                                         | 江川卓       | 長野・井ノ原・三宅 |
| 第47回 | 2003年12月04日 | クッパ                                         | KABA.ちゃん  | 森田・三宅・岡田   |
| 第48回 | 2003年12月11日 | ビーフシチュー                                 | 篠原ともえ   | 森田・三宅         |
| 第49回 | 2003年12月18日 | ショートケーキ                                 | 内田恭子     | 5人                |
| 第50回 | 2003年12月25日 | 鍋                                             | 武蔵丸親方   | 5人                |

#### 2004年
| 回数   | 放送日         | メニュー             | ゲスト                           | 調査員                         |
| ------ | -------------- | -------------------- | -------------------------------- | ------------------------------ |
| 第51回 | 2004年01月08日 | 味噌ラーメン         | 北陽                             | 長野・森田・三宅               |
| 第52回 | 2004年01月15日 | コロッケ＆メンチ     | MEGUMI                           | 井ノ原・森田・三宅             |
| 第53回 | 2004年01月22日 | タルト               | 篠原涼子                         | 5人                            |
| 第54回 | 2004年01月29日 | 坦々麺               | 研ナオコ                         | 長野・井ノ原・三宅             |
| 第55回 | 2004年02月05日 | チヂミ               | はなわ                           | 井ノ原・三宅・岡田             |
| 第56回 | 2004年02月12日 | 小籠包               | 櫻井敦子                         | 長野・森田・岡田               |
| 第57回 | 2004年02月19日 | オムレツ             | 辺見えみり                       | 5人                            |
| 第58回 | 2004年02月26日 | 築地海鮮丼           | 石塚英彦                         | 5人                            |
| 第59回 | 2004年03月12日 | 鎌倉和風スイーツ     | 杉田かおる                       | 5人                            |
| 第60回 | 2004年03月18日 | 和風ハンバーグ       | 山瀬まみ                         | 長野・三宅・岡田               |
| 第61回 | 2004年03月25日 | 牛丼                 | 東幹久                           | 長野・井ノ原・三宅             |
| 第62回 | 2004年04月01日 | 環七ラーメン         | 小池栄子                         | 5人                            |
| 第63回 | 2004年04月15日 | 豆腐料理             | 横山めぐみ                       | 井ノ原・森田・岡田             |
| 第64回 | 2004年04月22日 | オムライス           | 笑福亭鶴瓶                       | 井ノ原・森田・三宅             |
| 第65回 | 2004年04月29日 | お台場スイーツ       | ユンソナ                         | 5人                            |
| 第66回 | 2004年05月06日 | 東京餃子専門店       | 華原朋美                         | 5人                            |
| 第67回 | 2004年05月13日 | カレーうどん         | 高田純次                         | 井ノ原・森田・三宅             |
| 第68回 | 2004年05月20日 | 銀座のスパゲティ     | 西村知美                         | 5人                            |
| 第69回 | 2004年05月27日 | 春巻き               | 小林幸子                         | 長野・井ノ原・三宅             |
| 第70回 | 2004年06月03日 | 抹茶スウィーツ       | ピーター                         | 5人                            |
| 第71回 | 2004年06月10日 | もんじゃ＆お好み焼き | 磯野貴理子                       | 長野・井ノ原・森田             |
| 第72回 | 2004年06月17日 | 東京下町天丼         | 相田翔子                         | 井ノ原・森田・三宅             |
| 第73回 | 2004年06月24日 | 京都スウィーツ       | 鈴木紗理奈                       | 5人                            |
| 第74回 | 2004年07月01日 | 統一麺王座ランキング | 泉ピン子＆哀川翔(中継)＆石塚英彦 | 長野・井ノ原(中継)・森田・三宅 |
| 第74回 | 2004年07月01日 | 横浜ラーメン         | 石塚英彦＆本上まなみ             | 5人                            |
| 第75回 | 2004年07月08日 | カルビ               | ヒロミ                           | 5人                            |
| 第76回 | 2004年07月15日 | うな丼               | 泉ピン子                         | 長野・井ノ原・三宅             |
| 第77回 | 2004年07月22日 | 冷麺                 | 麻木久仁子                       | 長野・井ノ原・森田             |
| 第78回 | 2004年07月29日 | 串焼き               | 吉村由美                         | 5人                            |
| 第79回 | 2004年08月05日 | 横浜シューマイ       | 雨上がり決死隊                   | 長野・井ノ原・森田・三宅       |
| 第80回 | 2004年08月12日 | 冷やし中華           | 榊原郁恵                         | 井ノ原・森田・三宅             |
| 第81回 | 2004年08月19日 | アジアンカレー       | マルシア                         | 長野・森田・三宅               |
| 第82回 | 2004年09月02日 | 豚の角煮             | デヴィ・スカルノ夫人             | 長野・森田・岡田               |
| 第83回 | 2004年09月09日 | 海鮮チャーハン       | 赤井英和                         | 井ノ原・森田・三宅             |
| 第84回 | 2004年09月16日 | パン                 | ビビアン・スー                   | 長野・井ノ原・三宅             |
| 第85回 | 2004年09月23日 | シュークリーム       | 吉岡美穂＆石塚英彦               | 5人                            |

### 第5期【東京Vシュラン2】

#### 2004年
| 回数   | 放送日         | メニュー         | ゲスト＆［V6］                   |
| ------ | -------------- | ---------------- | -------------------------------- |
| 第1回  | 2004年10月07日 | しょうゆラーメン | 長野・乙葉vs三宅・勝俣州和       |
| 第2回  | 2004年10月14日 | 釜飯             | 坂本・若槻千夏vs岡田・加藤茶     |
| 第3回  | 2004年10月21日 | タン塩           | 長野・渡辺満里奈vs森田・石原良純 |
| 第4回  | 2004年10月28日 | マグロ丼         | 坂本・土田晃之vs三宅・小池栄子   |
| 第5回  | 2004年11月04日 | 激辛ラーメン     | 長野・山本太郎vs岡田・磯野貴理子 |
| 第6回  | 2004年11月11日 | プリン           | 森田・島崎和歌子vs三宅・おすぎ   |
| 第7回  | 2004年11月18日 | 餃子             | 坂本・はしのえみvs森田・石塚英彦 |
| 第8回  | 2004年11月25日 | 天丼             | 長野・宇梶剛士vs三宅・松嶋尚美   |
| 第9回  | 2004年12月02日 | 石焼ビビンバ     | 坂本・はなわvs森田・杉田かおる   |
| 第10回 | 2004年12月09日 | 麻婆豆腐         | 長野・中尾彬vs岡田・井上和香     |
| 第11回 | 2004年12月16日 | お好み焼き       | 坂本・千秋vs三宅・渡辺正行       |
| 第12回 | 2004年12月23日 | 担々麺           | 長野・山咲トオルvs岡田・華原朋美 |

#### 2005年
| 回数   | 放送日         | メニュー                      | ゲスト＆［V6］                             |
| ------ | -------------- | ----------------------------- | ------------------------------------------ |
| 第13回 | 2005年01月06日 | カルビ                        | 森田・柴田理恵vs三宅・関根勤               |
| 第14回 | 2005年01月13日 | とんこつラーメン              | 長野・菊川怜vs森田・的場浩司               |
| 第15回 | 2005年01月20日 | 親子丼                        | 坂本・眞鍋かをりvs三宅・勝村政信           |
| 第16回 | 2005年01月27日 | ハンバーグ                    | 三宅・勝俣州和vs岡田・ユンソナ             |
| 第17回 | 2005年02月03日 | 小籠包                        | 長野・川島なお美vs森田・笑福亭笑瓶         |
| 第18回 | 2005年02月10日 | オムライス                    | 坂本・梨花vs三宅・石塚英彦                 |
| 第19回 | 2005年02月17日 | 味噌ラーメン                  | 長野・吉岡美穂vs三宅・筧利夫               |
| 第20回 | 2005年03月03日 | 海鮮丼                        | 坂本・中山秀征vs森田・未唯・増田惠子       |
| 第21回 | 2005年03月10日 | ステーキ                      | 長野・光浦靖子vs三宅・武蔵                 |
| 第22回 | 2005年03月17日 | とんかつ                      | 長野・伊集院光vs岡田・森公美子             |
| 第23回 | 2005年03月24日 | ハラミ                        | 森田・松嶋尚美vs三宅・伊東四朗             |
| 第24回 | 2005年03月31日 | 塩ラーメン                    | 長野・今井雅之vs岡田・磯野貴理子           |
| 第25回 | 2005年04月14日 | チャーハン                    | 長野・小島奈津子vs森田・品川庄司           |
| 第26回 | 2005年04月21日 | ピザ                          | 長野・渡辺正行vs岡田・小池栄子             |
| 第27回 | 2005年04月28日 | 焼きそば                      | 坂本・ドランクドラゴンvs三宅・乙葉         |
| 第28回 | 2005年05月05日 | かつ丼                        | 長野・石塚英彦vs岡田・本上まなみ           |
| 第29回 | 2005年05月12日 | オムレツ                      | 長野・はしのえみvs三宅・東幹久             |
| 第30回 | 2005年05月19日 | つけ麺                        | 坂本・保坂尚輝vs岡田・千秋                 |
| 第31回 | 2005年05月26日 | シューマイ                    | 長野・内藤剛志vs森田・若槻千夏             |
| 第32回 | 2005年06月02日 | 築地丼                        | 長野・伊集院光vs岡田・森公美子             |
| 第33回 | 2005年06月09日 | 焼き餃子                      | 森田・磯野貴理子vs三宅・齋藤孝             |
| 第34回 | 2005年06月16日 | 激戦区池袋最新ラーメン        | 長野・小沢真珠vs三宅・志村けん             |
| 第35回 | 2005年06月23日 | しゃぶしゃぶ                  | 坂本・梨花vs三宅・勝俣州和                 |
| 第36回 | 2005年07月07日 | 骨付きカルビ                  | 長野・菊川怜vs三宅・小川直也               |
| 第37回 | 2005年07月14日 | 杏仁豆腐                      | 長野・小池栄子vs森田・的場浩司             |
| 第38回 | 2005年07月21日 | うな丼                        | 長野・西村知美vs三宅・橋下徹               |
| 第39回 | 2005年07月28日 | 豚焼肉                        | 長野・ベッキーvs三宅・加藤茶               |
| 第40回 | 2005年08月04日 | 冷やし中華                    | 坂本・石塚英彦vs岡田・安達祐実             |
| 第41回 | 2005年08月11日 | 天丼                          | 坂本・麻木久仁子vs岡田・ボビー・オロゴン   |
| 第42回 | 2005年08月18日 | 塩カルビ                      | 長野・伊集院光vs岡田・森公美子             |
| 第43回 | 2005年08月25日 | 地域限定 渋谷・恵比寿ラーメン | 長野・磯野貴理子vs三宅・フットボールアワー |
| 第44回 | 2005年09月01日 | 抹茶スイーツ                  | 坂本・天童よしみvs三宅・劇団ひとり         |
| 第45回 | 2005年09月15日 | ハンバーグ                    | 長野・京野ことみvs三宅・勝俣州和           |
| 第46回 | 2005年09月22日 | お好み焼き                    | 長野・渡辺満里奈vs森田・渡辺正行           |
| 第47回 | 2005年10月13日 | シュークリーム                | 長野・小沢真珠vs森田・井筒和幸             |
| 第48回 | 2005年10月20日 | 親子丼                        | 坂本・はしのえみvs岡田・ボビー・オロゴン   |
| 第49回 | 2005年10月27日 | すき焼き                      | 長野・伊集院光vs岡田・森公美子             |
| 第50回 | 2005年11月03日 | 新宿ラーメン                  | 長野・島崎和歌子vs三宅・大泉洋             |
| 第51回 | 2005年11月10日 | タン塩                        | 坂本・保坂尚希vs三宅・杉田かおる           |
| 第52回 | 2005年11月17日 | コロッケ＆メンチ              | 長野・小泉孝太郎vs森田・北陽               |
| 第53回 | 2005年11月24日 | 石焼きビビンバ                | 坂本・インパルスvs岡田・YOU                |
| 第54回 | 2005年12月01日 | 焼き鳥                        | 長野・船越英一郎vs森田・梨花               |
| 第55回 | 2005年12月08日 | 激辛ラーメン                  | 長野・杉本彩vs三宅・アンガールズ           |
| 第56回 | 2005年12月15日 | 釜飯                          | 坂本・デヴィ夫人vs三宅・カンニング竹山     |
| 第57回 | 2005年12月22日 | 鍋                            | 坂本・小林麻央vs三宅・石塚英彦             |

#### 2006年
| 回数    | 放送日         | メニュー                                               | ゲスト＆［V6］                            |
| ------- | -------------- | ------------------------------------------------------ | ----------------------------------------- |
| 第58回  | 2006年01月12日 | プリン                                                 | 長野・光浦靖子vs森田・的場浩司            |
| 第59回  | 2006年01月19日 | 赤坂・六本木ラーメン                                   | 坂本・乙葉vs岡田・錦野旦                  |
| 第60回  | 2006年01月26日 | 焼餃子                                                 | 坂本・ドランクドラゴンvs三宅・西村知美    |
| 第61回  | 2006年02月02日 | ロース                                                 | 長野・はしのえみvs森田・小川直也          |
| 第62回  | 2006年02月09日 | オムライス                                             | 坂本・国生さゆりvs三宅・勝俣州和          |
| 第63回  | 2006年02月16日 | カレーうどん                                           | 長野・若槻千夏vs三宅・志村けん            |
| 第64回  | 2006年02月23日 | おでん                                                 | 長野・山口もえvs岡田・木村祐一            |
| 第65回  | 2006年03月09日 | カツ丼                                                 | 長野・伊集院光vs岡田・森公美子            |
| 第66回  | 2006年03月16日 | 焼きそば                                               | 坂本・磯野貴理子vs森田・加藤茶            |
| 第67回  | 2006年03月23日 | 丼頂上決戦!お問い合わせランキングスペシャルベスト6     |                                           |
| 第68回  | 2006年04月13日 | 日本一うまいラーメンを探す旅SP                         | 北海道組:坂本・本上まなみ＆三宅・石塚英彦 |
| 第68回  | 2006年04月13日 | 日本一うまいラーメンを探す旅SP                         | 九州組:長野・伊集院光＆岡田・森公美子     |
| 第68回  | 2006年04月13日 | 日本一うまいラーメンを探す旅SP                         | 東京組:井ノ原・磯野貴理子＆森田・石原良純 |
| 第69回  | 2006年04月20日 | 小籠包                                                 | 長野・小泉孝太郎vs森田・梨花              |
| 第70回  | 2006年04月27日 | 下北沢・三軒茶屋お好み焼き＆もんじゃ                   | 坂本・MEGUMIvs三宅・井筒和幸              |
| 第71回  | 2006年05月04日 | 中華街チャーハン                                       | 長野・小沢真珠vs岡田・フットボールアワー  |
| 第72回  | 2006年05月11日 | ラーメン＆餃子                                         | 長野・プリンセス天功vs三宅・次長課長      |
| 第73回  | 2006年05月18日 | 銀座天丼                                               | 坂本・ドラゴンドラゴンvs三宅・水川あさみ  |
| 第74回  | 2006年05月25日 | カレーライス                                           | 長野・渡辺満里奈vs三宅・勝俣州和          |
| 第75回  | 2006年06月01日 | 骨付きカルビ                                           | 坂本・アンガールズvs森田・杉田かおる      |
| 第76回  | 2006年06月08日 | 担担麺                                                 | 長野・杉本彩vs岡田・カンニング竹山        |
| 第77回  | 2006年06月15日 | 六本木ホルモン                                         | 坂本・青田典子vs森田・中山秀征            |
| 第78回  | 2006年06月29日 | うな丼                                                 | 長野・おぎやはぎvs岡田・国生さゆり        |
| 第79回  | 2006年07月06日 | ちゃんぽん                                             | 坂本・華原朋美vs岡田・藤井フミヤ          |
| 第80回  | 2006年07月13日 | 自由が丘スイーツ                                       | 長野・まちゃまちゃvs森田・的場浩司        |
| 第81回  | 2006年07月20日 | 宇都宮餃子                                             | 坂本・平山あやvs三宅・橋下徹              |
| 第82回  | 2006年07月27日 | ホテルの朝食                                           | 長野・山本太郎vs三宅・磯野貴理子          |
| 第83回  | 2006年08月03日 | 冷やし中華                                             | 長野・三船美佳vs森田・土田晃之            |
| 第84回  | 2006年08月10日 | しゃぶしゃぶ                                           | 三宅・研ナオコvs岡田・フットボールアワー  |
| 第85回  | 2006年08月17日 | ステーキ                                               | 長野・伊集院光vs森田・森公美子            |
| 第86回  | 2006年08月24日 | 横浜ラーメン                                           | 長野・石原良純vs三宅・さくら              |
| 第87回  | 2006年08月31日 | ハンバーグ                                             | 坂本・坂井真紀vs岡田・勝俣州和            |
| 第88回  | 2006年09月07日 | 石焼ビビンバ                                           | 長野・菊川怜vs森田・カンニング竹山        |
| 第89回  | 2006年09月14日 | 激辛麻婆豆腐                                           | 長野・青田典子vs森田・アンガールズ        |
| 第90回  | 2006年09月21日 | スイーツ頂上決戦!お問い合わせランキングスペシャルTOP10 |                                           |
| 第91回  | 2006年09月22日 | 日本一うまい丼決定戦SP                                 | 天丼:長野・関根勤＆岡田・浅野ゆう子       |
| 第91回  | 2006年09月22日 | 日本一うまい丼決定戦SP                                 | 海鮮丼:三宅・勝俣州和＆岡田・磯野貴理子   |
| 第91回  | 2006年09月22日 | 日本一うまい丼決定戦SP                                 | カツ丼:坂本・小池栄子＆森田・浅田美代子   |
| 第92回  | 2006年10月12日 | 焼肉頂上決戦!お問い合わせランキングスペシャルTOP10     |                                           |
| 第93回  | 2006年10月19日 | 美肌コラーゲン料理                                     | 坂本・小沢真珠vs三宅・杉田かおる          |
| 第94回  | 2006年10月26日 | 焼きそば                                               | 長野・高橋克実vs岡田・まちゃまちゃ        |
| 第95回  | 2006年11月02日 | 鎌倉ランチ                                             | 坂本・ほしのあきvs三宅・井筒和幸          |
| 第96回  | 2006年11月09日 | 青山・南麻布焼き鳥                                     | 長野・加藤茶vs森田・梨花                  |
| 第97回  | 2006年11月16日 | お好み焼き                                             | 長野・高畑淳子vs森田・土田晃之            |
| 第98回  | 2006年11月23日 | オムライス                                             | 坂本・石塚英彦vs岡田・菅野美穂            |
| 第99回  | 2006年11月30日 | 下町コロッケ                                           | 長野・高橋英樹vs三宅・磯野貴理子          |
| 第100回 | 2006年12月07日 | 鉄鍋餃子                                               | 長野・勝村政信vs岡田・大竹しのぶ          |
| 第101回 | 2006年12月14日 | 激辛ラーメン                                           | 長野・石原良純vs三宅・森公美子            |
| 第102回 | 2006年12月21日 | 2006瞬間視聴率ランキングTOP10                          |                                           |

#### 2007年
| 回数    | 放送日         | メニュー                                      | ゲスト＆［V6］                                                      |
| ------- | -------------- | --------------------------------------------- | ------------------------------------------------------------------- |
| 第103回 | 2007年01月11日 | 代官山スイーツ                                | 長野・カンニング竹山vs森田・釈由美子                                |
| 第104回 | 2007年01月18日 | コラーゲン料理                                | 長野・西川史子vs三宅・杉田かおる                                    |
| 第105回 | 2007年01月25日 | 醤油ラーメン                                  | 長野・小池栄子vs森田・湯浅卓                                        |
| 第106回 | 2007年02月01日 | 東京駅ランチ                                  | 坂本・沢村一樹vs三宅・MEGUMI                                        |
| 第107回 | 2007年02月08日 | 釜飯                                          | 三宅・勝俣州和vs岡田・薬師丸ひろ子                                  |
| 第108回 | 2007年02月15日 | 鍋                                            | 坂本・ドランクドラゴンvs森田・梨花                                  |
| 第109回 | 2007年02月22日 | ハラミ                                        | 長野・ペナルティvs三宅・RIKACO                                      |
| 第110回 | 2007年03月08日 | とんこつラーメン                              | 長野・磯野貴理vs森田・陣内智則                                      |
| 第111回 | 2007年03月15日 | 親子丼                                        | 長野・熊田曜子vs岡田・タカアンドトシ                                |
| 第112回 | 2007年03月22日 | お宿で食べられる朝食                          | 長野・ビビる大木vs岡田・杉田かおる                                  |
| 第113回 | 2007年04月12日 | 築地お問い合わせランキングスペシャルTOP10     |                                                                     |
| 第114回 | 2007年04月19日 | 塩カルビ                                      | 長野・山田優vs三宅・石塚英彦                                        |
| 第115回 | 2007年04月26日 | 築地場内ランチ                                | 坂本・中川翔子vs森田・勝俣州和                                      |
| 第116回 | 2007年05月03日 | 中華街焼きそば                                | 長野・土田晃之vs岡田・片瀬那奈                                      |
| 第117回 | 2007年05月10日 | つけ麺                                        | 長野・榮倉奈々vs三宅・カンニング竹山                                |
| 第118回 | 2007年05月17日 | 東京ミッドタウン                              | 長野・青田典子vs岡田・次長課長                                      |
| 第119回 | 2007年05月24日 | 三崎マグロランチ                              | 坂本・ドランクドラゴンvs三宅・国生さゆり                            |
| 第120回 | 2007年05月31日 | お好み焼き＆もんじゃ                          | 長野・谷原章介vs岡田・梨花                                          |
| 第121回 | 2007年06月07日 | 担担麺                                        | 長野・佐藤江梨子vs三宅・アンタッチャブル                            |
| 第122回 | 2007年06月14日 | ハンバーグ                                    | 長野・磯野貴理vs森田・ザ・たっち                                    |
| 第123回 | 2007年06月21日 | 熱海ランチ                                    | 長野・ビビる大木vs岡田・杉田かおる                                  |
| 第124回 | 2007年06月28日 | 新丸ビルランチ                                | 長野・小池栄子vs岡田・井筒和幸                                      |
| 第125回 | 2007年07月05日 | 冷やし中華                                    | 長野・東貴博vs森田・西川史子                                        |
| 第126回 | 2007年07月12日 | 青山スイーツ                                  | 坂本・小倉優子vs森田・的場浩司                                      |
| 第127回 | 2007年07月19日 | うな丼                                        | 森田・カンニング竹山vs三宅・IKKO                                    |
| 第128回 | 2007年07月26日 | とんかつ                                      | 長野・石塚英彦vs岡田・森公美子                                      |
| 第129回 | 2007年08月02日 | 軽井沢ランチ                                  | 長野・ビビる大木vs岡田・杉田かおる                                  |
| 第130回 | 2007年08月09日 | ホテル朝食                                    | 坂本・キングコングvs三宅・磯野貴理                                  |
| 第131回 | 2007年08月16日 | カレーライス                                  | 坂本・福田沙紀vs三宅・アンタッチャブル                              |
| 第132回 | 2007年08月23日 | 塩ラーメン                                    | 長野・土田晃之vs森田・マリエ                                        |
| 第133回 | 2007年08月30日 | 豚焼肉                                        | 長野・ハリセンボンvs三宅・勝俣州和                                  |
| 第134回 | 2007年09月06日 | 餃子                                          | 長野・大塚寧々vs三宅・八嶋智人                                      |
| 第135回 | 2007年09月16日 | 青山・原宿カフェごはん                        | 坂本・関根勤vs岡田・森泉                                            |
| 第136回 | 2007年09月20日 | 湘南ランチ                                    | 坂本・石原良純vs森田・まちゃまちゃ                                  |
| 第137回 | 2007年09月27日 | ラーメンお問い合わせランキングスペシャルTOP10 |                                                                     |
| 第138回 | 2007年10月04日 | 秋の京都を食らう!セレブvs安ウマバトル         | 京都セレブチーム:長野・井ノ原・森田・片平なぎさ・石塚英彦・中村仁美 |
| 第138回 | 2007年10月04日 | 秋の京都を食らう!セレブvs安ウマバトル         | 京都安ウマチーム:坂本・三宅・岡田・杉田かおる・ビビる大木・佐野瑞樹 |
| 第139回 | 2007年10月18日 | 焼きそば                                      | 坂本・アンタッチャブルvs三宅・研ナオコ                              |
| 第140回 | 2007年10月25日 | 和風スイーツ                                  | 長野・ドランクドラゴンvs三宅・田畑智子                              |
| 第141回 | 2007年11月01日 | カツ丼                                        | 坂本・カンニング竹山vs岡田・柳原可奈子                              |
| 第142回 | 2007年11月08日 | しゃぶしゃぶ                                  | 長野・にしおかすみこvs森田・石塚英彦                                |
| 第143回 | 2007年11月15日 | オムライス                                    | 長野・三船美佳vs三宅・次長課長                                      |
| 第144回 | 2007年11月22日 | タン塩                                        | 坂本・ハリセンボンvs三宅・千原ジュニア                              |
| 第145回 | 2007年11月29日 | 銀座スイーツ                                  | 長野・IKKOvs森田・的場浩司                                          |
| 第146回 | 2007年12月06日 | 鍋                                            | 森田・杉田かおるvs三宅・勝俣州和                                    |
| 第147回 | 2007年12月13日 | 激辛ラーメン                                  | 長野・カンニング竹山vs岡田・小倉優子                                |
| 第148回 | 2007年12月20日 | 2007瞬間視聴率ランキングTOP10                 |                                                                     |

#### 2008年
| 回数    | 放送日         | メニュー                                           | ゲスト＆［V6］                                        |
| ------- | -------------- | -------------------------------------------------- | ----------------------------------------------------- |
| 第149回 | 2008年01月17日 | 餃子                                               | 坂本・メッセンジャー黒田vs岡田・釈由美子              |
| 第150回 | 2008年01月24日 | とんこつラーメン                                   | 森田・まちゃまちゃvs岡田・藤井フミヤ                  |
| 第151回 | 2008年01月31日 | 銀座・築地海鮮丼                                   | 長野・アンタッチャブル山崎vs三宅・西川史子            |
| 第152回 | 2008年02月07日 | ハンバーグ                                         | 長野・石塚英彦vs三宅・森公美子                        |
| 第153回 | 2008年02月14日 | とんかつ                                           | 長野・酒井美紀vs岡田・ケンドーコバヤシ                |
| 第154回 | 2008年02月21日 | 麻婆豆腐                                           | 坂本・ハリセンボンvs岡田・佐藤隆太                    |
| 第155回 | 2008年03月06日 | 湘南ランチ（前編）                                 | 坂本・石原良純vs三宅・小池栄子                        |
| 第156回 | 2008年03月13日 | 湘南ランチ（後編）                                 | 坂本・石原良純vs三宅・小池栄子                        |
| 第157回 | 2008年03月20日 | 岡田が選ぶベスト10                                 |                                                       |
| 第158回 | 2008年04月10日 | V6東京Vシュラン輝け!B級グルメ大賞SP                | 坂本チーム:坂本・長野・岡田・石塚英彦・ハリセンボン   |
| 第158回 | 2008年04月10日 | V6東京Vシュラン輝け!B級グルメ大賞SP                | 井ノ原チーム:井ノ原・三宅・森田・勝俣州和・水川あさみ |
| 第159回 | 2008年04月17日 | 石焼ビビンバ                                       | 長野・千原ジュニアvs三宅・IKKO                        |
| 第160回 | 2008年04月24日 | 恵比寿・広尾お好み焼き                             | 坂本・島崎和歌子vs三宅・アンタッチャブル              |
| 第161回 | 2008年05月01日 | 目黒スイーツ                                       | 長野・小倉優子vs森田・的場浩司                        |
| 第162回 | 2008年05月08日 | 新宿ラーメン                                       | 長野・水野真紀vs岡田・次長課長                        |
| 第163回 | 2008年05月15日 | 有楽町・日比谷ランチ                               | 坂本・磯野貴理vs森田・アントキの猪木・狩野英孝        |
| 第164回 | 2008年05月22日 | ステーキ                                           | 長野・石塚英彦vs三宅・森公美子                        |
| 第165回 | 2008年05月29日 | 中目黒焼き鳥                                       | 長野・西川史子vs岡田・なだぎ武                        |
| 第166回 | 2008年06月05日 | 和風スイーツ                                       | 長野・ドランクドラゴンvs三宅・スザンヌ                |
| 第167回 | 2008年06月12日 | 東京駅ランチ                                       | 長野・りょうvs森田・バナナマン                        |
| 第168回 | 2008年06月19日 | 箱根ランチ                                         | 長野・麒麟vs岡田・杉田かおる                          |
| 第169回 | 2008年07月03日 | 麻布・六本木焼肉                                   | 坂本・カンニング竹山vs岡田・エド・はるみ              |
| 第170回 | 2008年07月10日 | 湘南ランチ                                         | 坂本・石原良純vs三宅・眞鍋かをり                      |
| 第171回 | 2008年07月17日 | うな丼                                             | 坂本・DAIGOvs岡田・柳原可奈子                         |
| 第172回 | 2008年07月24日 | プリン                                             | 森田・アンタッチャブルvs三宅・坂井真紀                |
| 第173回 | 2008年07月31日 | 池袋つけ麺                                         | 長野・ほっしゃん。vs岡田・高橋ジョージ＆三船美佳      |
| 第174回 | 2008年08月07日 | ホテル朝食                                         | 坂本・麒麟vs岡田・内田恭子                            |
| 第175回 | 2008年08月14日 | カレー                                             | 森田・戸田恵梨香vs三宅・高橋克実                      |
| 第176回 | 2008年08月21日 | しゃぶしゃぶ                                       | 長野・加藤ローサvs三宅・松山ケンイチ                  |
| 第177回 | 2008年08月28日 | 銀座・築地海鮮丼                                   | 森田・石塚英彦vs岡田・石原さとみ                      |
| 第178回 | 2008年09月04日 | 小籠包                                             | 坂本・松浦亜弥vs岡田・はるな愛                        |
| 第179回 | 2008年09月11日 | 長野博SP総集編 ラーメン限定!瞬間視聴率ランキング   |                                                       |
| 第180回 | 2008年10月09日 | ラーメン!マグロ!お好み焼き!全国B級グルメ最強決定戦 | 三崎まぐろ:三宅・磯野貴理子・岡田・佐藤隆太           |
| 第180回 | 2008年10月09日 | ラーメン!マグロ!お好み焼き!全国B級グルメ最強決定戦 | 北海道ラーメン:森田・黒木メイサ・三宅・勝俣州和       |
| 第180回 | 2008年10月09日 | ラーメン!マグロ!お好み焼き!全国B級グルメ最強決定戦 | お好み焼き:坂本・大沢あかね・長野・伊藤淳史           |
| 第181回 | 2008年10月10日 | カルビ                                             | 森田・哀川翔vs岡田・森公美子                          |
| 第182回 | 2008年10月17日 | 鎌倉ランチ                                         | 坂本・石原良純vs三宅・西川史子                        |
| 第183回 | 2008年10月24日 | 餃子                                               | 長野・竹中直人vs岡田・柳原可奈子                      |
| 第184回 | 2008年10月31日 | 焼き鳥                                             | 坂本・木下優樹菜vs三宅・千原ジュニア                  |
| 第185回 | 2008年11月07日 | 熱海ランチ                                         | 長野・チュートリアルvs岡田・杉田かおる                |
| 第186回 | 2008年11月14日 | 横浜スイーツ                                       | 長野・IKKOvs森田・的場浩司                            |
| 第187回 | 2008年11月21日 | オムライス                                         | 坂本・綾瀬はるかvs岡田・石塚英彦                      |
| 第188回 | 2008年11月28日 | 担担麺                                             | 森田・椿姫彩菜vs岡田・ケンドーコバヤシ                |
| 第189回 | 2008年12月05日 | ハンバーグ                                         | 長野・酒井美紀vs三宅・アンタッチャブル                |
| 第190回 | 2008年12月12日 | 親子丼                                             | 坂本・品川祐vs岡田・石原さとみ                        |
| 第191回 | 2008年12月19日 | スイーツ瞬間最高視聴率ランキング                   |                                                       |

#### 2009年
| 回数    | 放送日         | メニュー                                                 | ゲスト＆［V6］                                           |
| ------- | -------------- | -------------------------------------------------------- | -------------------------------------------------------- |
| 第192回 | 2009年01月09日 | 目黒ラーメン                                             | 坂本・志田未来vs三宅・千原ジュニア                       |
| 第193回 | 2009年01月16日 | 最先端鍋                                                 | 長野・misonovs三宅・勝俣州和                             |
| 第194回 | 2009年01月23日 | 新宿お好み焼き                                           | 森田・品川祐vs岡田・高畑淳子                             |
| 第195回 | 2009年01月30日 | 下町カルビ                                               | 長野・森三中vs岡田・成宮寛貴                             |
| 第196回 | 2009年02月06日 | しゃぶしゃぶ                                             | 森田・有吉弘行vs岡田・西川史子                           |
| 第197回 | 2009年02月13日 | 釜飯                                                     | 坂本・美川憲一vs森田・チュートリアル                     |
| 第198回 | 2009年02月20日 | 青山スイーツ                                             | 森田・オアシズvs三宅・榮倉奈々                           |
| 第199回 | 2009年03月06日 | 銀座コロッケ＆メンチ                                     | 長野・浅野ゆう子vs三宅・ココリコ遠藤章造                 |
| 第200回 | 2009年03月13日 | おでん                                                   | 坂本・ビビる大木vs岡田・大地真央                         |
| 第201回 | 2009年03月20日 | 餃子                                                     | 三宅・勝俣州和vs岡田・泉ピン子                           |
| 第202回 | 2009年03月27日 | 春の丼祭り瞬間最高視聴率ランキング                       |                                                          |
| 第203回 | 2009年04月03日 | 海鮮丼                                                   | 長野・はんにゃvs三宅・清水ミチコ                         |
| 第204回 | 2009年04月10日 | 恵比寿・目黒焼肉ロース                                   | 三宅・品川祐vs岡田・白石美帆                             |
| 第205回 | 2009年04月17日 | 下町焼きそば                                             | 長野・有吉弘行vs三宅・秋元順子                           |
| 第206回 | 2009年04月24日 | 味噌ラーメン                                             | 坂本・よゐこvs岡田・西川史子                             |
| 第207回 | 2009年05月01日 | 丸の内スイーツ                                           | 長野・里田まいvs森田・的場浩司                           |
| 第208回 | 2009年05月08日 | 石焼きビビンバ                                           | 長野・小倉智昭vs岡田・眞鍋かをり                         |
| 第209回 | 2009年05月15日 | 中野焼き鳥                                               | 坂本・賀来千香子vs三宅・オードリー                       |
| 第210回 | 2009年05月22日 | 串揚げ                                                   | 坂本・チュートリアルvs三宅・綾戸智恵                     |
| 第211回 | 2009年05月29日 | 築地・銀座親子丼                                         | 長野・千原ジュニアvs岡田・谷村美月                       |
| 第212回 | 2009年06月05日 | 下町ハンバーグ                                           | 長野・ナイツvs岡田・杉田かおる                           |
| 第213回 | 2009年06月12日 | カツ丼                                                   | 森田・ローラ・チャン&ダンテ・カーヴァーvs三宅・有吉弘行  |
| 第214回 | 2009年06月19日 | 担々麺                                                   | 長野・ブラックマヨネーズvs三宅・本仮屋ユイカ             |
| 第215回 | 2009年06月26日 | つけ麺                                                   | 長野・上原美優vs森田・次長課長                           |
| 第216回 | 2009年07月03日 | 銀座・日本橋オムライス                                   | 坂本・生田斗真vs森田・西川史子                           |
| 第217回 | 2009年07月17日 | うなぎ東京の名店SP                                       | 井ノ原・三宅・岡田                                       |
| 第218回 | 2009年07月24日 | 餃子                                                     | 坂本・U字工事vs三宅・西川史子                            |
| 第219回 | 2009年07月31日 | 渋谷・青山タン塩                                         | 長野・堂本光一vs岡田・青田典子                           |
| 第220回 | 2009年08月07日 | 冷やし中華                                               | 三宅・フルーツポンチvs岡田・久本雅美                     |
| 第221回 | 2009年08月14日 | 天丼                                                     | 長野・相武紗季vs森田・チュートリアル                     |
| 第222回 | 2009年08月21日 | アキバ・神田ラーメン                                     | 長野・ブラックマヨネーズvs岡田・和田アキ子               |
| 第223回 | 2009年08月28日 | 変わりとんかつ                                           | 長野・石塚英彦vs岡田・森公美子                           |
| 第224回 | 2009年09月04日 | 麻婆豆腐                                                 | 長野・船越英一郎vs岡田・柳原可奈子                       |
| 第225回 | 2009年09月11日 | お好み焼き                                               | 坂本・杉崎美香・皆藤愛子vs三宅・アンタッチャブル山崎弘也 |
| 第226回 | 2009年09月18日 | 恵比寿・代官山クリームパスタ                             | 三宅・ドランクドラゴンvs岡田・貫地谷しほり               |
| 第227回 | 2009年09月25日 | 東京最強焼肉店ガイドSPECIAL                              |                                                          |
| 第228回 | 2009年10月02日 | カレーライス                                             | 長野・宮川大輔vs森田・森泉                               |
| 第229回 | 2009年10月09日 | 銀座・新橋焼き鳥                                         | 坂本・香里奈vs三宅・有吉弘行                             |
| 第230回 | 2009年10月16日 | 特効野郎デリー＆バリー明石家さんまを捕まえてちゃったぞSP |                                                          |
| 第231回 | 2009年10月23日 | 築地海鮮丼                                               | 長野・品川祐vs岡田・井上真央                             |
| 第232回 | 2009年10月30日 | しゃぶしゃぶ                                             | 坂本・高橋克実vs森田・ハリセンボン                       |
| 第233回 | 2009年11月06日 | 渋谷ラーメン                                             | 坂本・阿部サダヲvs三宅・西川史子                         |
| 第234回 | 2009年11月13日 | 高速道路サービスエリアグルメ                             | 森田・椿鬼奴・虻川美穂子vs三宅・近藤春菜・いとうあさこ   |
| 第235回 | 2009年11月20日 | 青山・六本木ハンバーガー                                 | 長野・宮迫博之vs三宅・misono                             |
| 第236回 | 2009年11月27日 | 恵比寿・青山カルビ                                       | 長野・有吉弘行vs岡田・長澤まさみ                         |
| 第237回 | 2009年12月04日 | 小籠包                                                   | 坂本・山田優vs森田・チュートリアル                       |
| 第238回 | 2009年12月11日 | お取り寄せプリン                                         | 長野・有吉弘行vs三宅・深田恭子                           |

#### 2010年
| 回数    | 放送日         | メニュー                       | ゲスト＆［V6］                                             |
| ------- | -------------- | ------------------------------ | ---------------------------------------------------------- |
| 第239回 | 2010年01月08日 | 最強餃子店ガイドSPECIAL        | 三宅・岡田・U字工事                                        |
| 第240回 | 2010年01月15日 | 和風スイーツ                   | 森田・和田アキ子vs岡田・チュートリアル                     |
| 第241回 | 2010年01月22日 | シチュー                       | 坂本・サバンナvs三宅・西川史子                             |
| 第242回 | 2010年01月29日 | 東北道サービスエリアグルメ     | 三宅・はるな愛・いとうあさこvs岡田・大久保佳代子・近藤春菜 |
| 第243回 | 2010年02月05日 | デートスペシャル・恋の完結編   | 三宅・はるな愛・いとうあさこvs岡田・大久保佳代子・近藤春菜 |
| 第244回 | 2010年02月12日 | 鍋                             | 長野・オードリーvs岡田・杉本彩                             |
| 第245回 | 2010年02月19日 | 高円寺ラーメン                 | 長野・森三中黒沢かずこ・村上知子vs森田・生田斗真           |
| 第246回 | 2010年02月26日 | 下町お好み焼き・もんじゃ       | 坂本・有吉弘行vs三宅・西川史子                             |
| 第247回 | 2010年03月05日 | 目黒焼肉                       | 長野・吉瀬美智子vs三宅・河本準一・千原ジュニア             |
| 第248回 | 2010年03月12日 | 最強店舗決定戦スペシャル(前編) |                                                            |
| 第249回 | 2010年03月19日 | 最強店舗決定戦スペシャル(後編) |                                                            |

## 初期の主なコーナー

### ザ・マグロショー
- 初期のメイン企画。最初は単にマグロを解体し、握り寿司を客席の人に振舞っていた。
- 坂本は「マサ」（後にこの名称は使われなくなる）、井ノ原は「板長」、長野は「流れ板」と呼ばれていた。井ノ原はおでこに文字を書いて出演するのがお約束。
- 中期ではマグロを使った料理コーナーとなり、3チームに分かれてテーマにあったマグロ料理を作る。平野寿将が試食をし、最大5マグロ（超えることもある）で評価する。
- 坂本または井ノ原が司会をした。残りの5人は3チームに分かれるが、ほとんど森田が1人だけのチーム（一匹狼）であった。一匹狼はカミセン全員が経験している。
- 森田は初期、かなり暴走して0マグロであることが多かった。岡田は一時、アイスクリームを使って暴走し、-5マグロを記録した。
- 一度森田が寿将に勝負を挑んだ。結果は引き分けだった（このときの判定は岸朝子。岸はマグロショー最終回、おいしいものガッツリ食べちゃおうツアーにも出演）。
- 最終回はメンバー全員が参加し、誰が一番おいしいものを作れるかをトーナメント方式で競うものだった。坂本と森田はシード（森田がシードになった理由は「こいつの料理あんまり見たくない」と寿将が言ったため）。坂本が優勝した。

### 初めての生V6
1. 番組内でV6ファンの女性が募集される（その際、一番好きなメンバーを指名）。
2. 女性には心拍測定器がつけられており、V6と会う前の状態が平常心拍数に決められる。
3. まず、指名されたメンバーが1人で制限時間内で女性と対面し、その間に女性の心拍がどれぐらい上がるかが測られる。
4. その後、女性の心拍数が落ち着いてから、残りのメンバーが5人で同じ制限時間内に女性と対面し、その間に女性の心拍がどれくらい上がるかが測られる（その際、指名されたメンバーは用意されたボックスに閉じ込められる）。
5. 3と4の結果、上がった心拍数の高いほうが勝ち。指名されたメンバーが勝てば、そのメンバーと女性がもう一度対面できるが、残りのメンバーが勝つと、指名されたメンバーはボックスの中にピンポン玉（大豆、カシューナッツだったこともある）を満杯に流され、女性と対面することができなくなる。

### マギスキーのマジック
- 過去2回行われた。司会は井ノ原。マギスキー（マギー司郎）の行うマジックを見て、そのトリックを見破ると言うもの。
- 見破った人から抜けていき、最後に残った人が罰ゲームとして客席からのブーイングを受ける。2回とも森田が最後まで残った。

### 目分量アワー
- メンバーを出身地の東西のチームに分ける。東軍キャプテンは森田、西軍キャプテンは岡田。
- ロープや鎖をキャプテンに触れないようにできるだけ長く切断する。鎖の先にはニューハーフやトカゲがついている。

### 長野の五輪
- 長野がいろいろな道具を使ってオリンピック記録を目指す。
- 企画ができる場所などを募集するとき、重い（30kg〜50kg）フリップを使う。
- 例
  - 下り坂を使って100m走、200m走。
  - 流れるプールで水泳（当初は川だったが、流れが速すぎて断念。ウォータースライダーを使って成功）
  - 水の浮力を利用して重量挙げ
  - ハンマー投げ（鎖がオリンピック記録よりも長い。坂本が自転車で玉の部分をもって回り、下に落として成功）
  - ハンググライダーを使って3段とび
- 走り幅跳びに挑むとき、砂場に井ノ原のギターが置かれた。長野はそれを踏んでしまった。

### キセキのはじまり
- 坂本が「巨人の星」の壁抜け（星飛雄馬壁の穴にボールを投げると壁の穴を通って外にある木に当たり、それが跳ね返って再び穴を通ってもどってくる）を実写で行う。
- 収録翌月解体予定の家を借り、大家の許可を得て壁に穴をあけ、さらに大家に内緒で家の土壁を壊した（ナレーション談）。木はボードを使用。ボードの角度を付けることによって穴に入りやすくした。最終的にはほとんど木が壁にくっついていたが、成功した。
- 部屋にはおニャン子クラブのカレンダーが張ってあった。エンディングで「ありがとう、おニャン子クラブ」と言うテロップが出た。

### 空手大バカ一代
- 井ノ原が空手の修行を行う。（パロディーであるが）長野の「長野の五輪」、坂本の「キセキのはじまり」に対抗した企画。
- 最初、企画を決める段階から放送された。俳優を勧められたときは「俺は俳優なんだよ！」と言ったりした。
- 最初は板割りと瓦割りをしたが、板割りでは板を持つ人と井ノ原が板を割るタイミングが合わず、2枚の板をつなげただけなのがばれてしまったり、瓦割りではハンマーで瓦を割るシーン（ハンマーが映ったことに気づき、リプレイではモザイク処理されていた）が合成されていた。
- 山での修行のはずが刑事ドラマ（「今夜が山ですね」の山で、「山違いだった」とテロップが出た）だったり、富士急ハイランドのFUJIYAMAに乗った。
- 最後は牛に戦いを挑むはずが、子牛の登場でできなくなり、牛への手紙（おしゃれカンケイの16小説のラブソングのパロディーで、16小説のイノソングと言っていた）を朗読した。

### おいしいものがっつり食べちゃおうツアー
- メンバー全員で平野寿将の店に行き、「寿将の料理は本当にうまいのか?」を判定する。
- メンバーはそれぞれ希望の食材を持参し、寿将がマグロとあわせて料理を作る。
- 料理のタイトルは「妖怪たちの宴」。キムチを使ったデザートに苦戦し、7マグロを獲得（判定は岸朝子）

## ジャンクバトル

### ルール
- それぞれのチームがテーマにあったオリジナルの料理を考え、客に売る。
- 放送は「料理の開発」と「販売」の2週にわたって1つの対決となっている。
- 売るときはV6のメンバーであるとばれないように変装する。変装した姿が名物となっているチームもあった。
  - 何度か変装がばれたことがあり、この場合はルールで、屋台を移動しなくてはならない。
- 最終的に、売上金が多かったチームが勝ち。
  - 一度だけ引き分けがあったが、これは売上金が同額だったためではない。海の家を舞台にしたかき氷対決だったが、途中で豪雨になり、商売続行が不可能になったため引き分けの措置が取られたものである。
- 売上金はJ-FRIENDSのチャリティーとして寄付される。またJ-FREINDSのカウントダウンライブの時にはTOKIOやKinKi Kidsのメンバーを加えて編成したチームで、「年越しラーメン対決」も行った。
- 改編期には登場した料理を視聴者のランキングにより発表、上位6品をゲストが試食し、一番味のよかったものを決める「ジャンクアワード」が行われる。ちなみに最下位（視聴者のイメージが最も悪いもの）は7位までを発表した後、試食の前に発表。ゲストは第1回は秋野暢子、第2回は久本雅美。またジャンクアワード第1回の前に途中で登場した料理が本当にうまいのかを千秋と菊川怜が判定した。
- 終盤には最終兵器として巨大化したものを投入することが多かった。

### 登場した料理

#### 第1期
- 井ノ坂組（井ノ原、坂本）
  - お米たこ焼き
  - うな玉ラーメン
  - デザートコロッケ
- TEAM長岡（長野、岡田）
  - 俺の夢、8cmたこ焼き
  - ファイヤーコロッケ
  - 石焼き芋クレープ
  - そら豆餃子
- モリケンズ（森田、三宅）
  - 牛丼ラーメン
  - 寿司クレープ
  - びっくり餃子

#### 第2期
- 田田丸（森田、岡田）
  - とん汁オーレ、とん汁モカ、とん汁マキアート（第1回ジャンクアワード受賞）
  - うみにげ
  - タイ焼きそば
  - スケル丼
  - 石焼ちらし（韓国で屋台を出すが、国内の事前の試食で上位2チームが出店可能なルールであり、このチームは出店できなかったので販売はされなかった。ジャンクアワードにもランクインしていない）
- ザ・ミヤモト（三宅、坂本）
  - 黒カレー、白カレー
  - 紅寿司
  - チョコ豆腐
  - ライスピザ
  - うなカツ丼
- 長原軒（井ノ原、長野）
  - フルーツミックス甘酒
  - らーむす。（第2回ジャンクアワード受賞）
  - おしるこカレー

#### 第3期
- 森長飯店（森田、長野）
  - 熱氷
  - ぶり根バーガー
- 三井厨房（三宅、井ノ原）
  - 助六アイス
  - カリー氷
- 岡坂亭（岡田、坂本）
  - 今バーガー焼
  - すき焼きドッグ

- メロンパン（長野）
  - メロンちゃん

## 『東京Vシュラン計画』ゲスト

### 男性
| あ - 哀川翔 - 青島幸男 - 赤井英和 - 曙太郎 - 東幹久 - 雨上がり決死隊 - 石井一久 - 石塚英彦 - 井筒和幸 - 江川卓 - おすぎ か - 角田信朗 - 掛布雅之 - 勝俣州和 - KABA.ちゃん - 假屋崎省吾 - KONISHIKI さ - さまぁ〜ず - 錣山 - 志村けん - 笑福亭鶴瓶 - セイン・カミュ た - 高田純次 - 高田延彦 - 蝶野正洋 - 千代大海龍二 - TIM な - 中川家 - 永島昭浩 - 中村紀洋 - 中山秀征 は - 畑山隆則 - 花田勝 - はなわ - ピーター - ヒロミ ま - 舞の海秀平 - マギー審司 - 松井稼頭央 - 宮本亜門 - 武蔵 - 武蔵丸光洋 - 武藤敬司 - 恵俊彰 や - 吉田秀彦 わ - 渡辺正行 | あ - 相田翔子 - 麻木久仁子 - 泉ピン子 - 磯野貴理子 - 内田恭子 - オセロ か - 華原朋美 - 研ナオコ - 小池栄子 - 小林幸子 さ - 榊原郁恵 - 櫻井淳子 - 篠原ともえ - 篠原涼子 - 島崎和歌子 - 杉田かおる - 鈴木紗理奈 た - 高島彩 - 千秋 - デヴィ・スカルノ な - 西村知美 は - はしのえみ - ビビアン・スー - ベッキー - 辺見えみり - 北陽 - 本上まなみ ま - 松本明子 - マルシア - MEGUMI や - 山瀬まみ - YOU - ユンソナ - 横山めぐみ - 吉岡美穂 - 吉村由美 |

## スタッフ
- ナレーター：木村匡也、中村仁美（フジテレビアナウンサー、『特攻野郎 デリー&バリー』コーナーのみ）
- 構成：伊藤正宏、小川浩之、大賀広道、松本えり子、本松エリ、工藤ひろこ／安達元一
- プレーン：浮ヶ谷高伸
- TD（テクニカルディレクター）：清水伸恭
- CAM（カメラマン）：大山浩文、畠中宏
- AUD（オーディオ音声）：絹山幸広、渡部康志
- VE（ビデオエンジニア）：高山昌樹
- 照明：三觜繁
- 編集(EED)：奥山雄高、可児国博
- ビジュアルクリエーター：薗部健
- MA：渡辺究
- 音響効果：大久保吉久
- 美術：古江学
- デザイン：別所晃吉
- 美術進行：古川飛
- 大道具：三上晋
- アクリル装飾：織田秀幸
- 装飾：望月富夫
- 電飾：田中信太郎
- 衣裳：山田斉
- スタイリスト：平尾俊
- メイク：久保田裕子
- CG：冨士川祐輔、鈴木千夏
- ロゴデザイン：岸和弘
- TK（タイムキーパー）：槙加奈子
- 編成：大川友也
- 広報：谷川有季
- デスク：竹之内久美子
- アシスタントディレクター：横山健一、佐藤宏太郎、樋口絵里子、宮内敦史
- ディレクター：長沼昭悟、亀田剛、石川のりひさ、大谷卓、太田実、柳瀬由紀子
- AP：増谷秀行
- 総合演出：田中経一
- プロデューサー：坪井貴史
- プロデューサー・演出：板谷栄司
- 協力：ジャニーズ事務所
- 技術協力：八峯テレビ、ビジュアルコミュニケーションズ、CCファクトリー（旧TDKビデオセンター）
- 制作協力：三慶サービス、カーメルサービス、スプリングファーム
- 制作：フジテレビバラエティ制作センター
- 制作著作：フジテレビ

### 過去のスタッフ
- プロデューサー：松村匠
- ディレクター：遠藤達也、稲村健
- 編成：熊谷剛
- 広報：田中奈美
- AP：延原正治、岡本計
- デスク：三木真奈美
- 構成：川原慶太郎、井出尚志、福田雄一
- TD（テクニカルディレクター）：関克哉
- AUD（オーディオ音声）：谷川宏輝、元山拓巳、朝川大輔
- VE（ビデオエンジニア）：大高浩
- 編集(EED)：加藤佳一、横川靖、林宏、石井謙作
- MA（マルチオーディオ）：吉田肇
- 音響効果：島村龍治、川端智之、西山知史
- 美術：井上幸夫、清水淳司
- デザイン：きくちまさと
- 美術進行：塚原淳司
- 装飾：高野城二
- 持道具：土屋洋子
- アクリル装飾：和田好恵
- 特殊効果：中山信男
- 衣裳：星野恵美
- CG：持田学
- 技術協力：ザ・チューブ、IMAGICA、4-Legs

## テーマソング
- V6「キセキのはじまり」（2001年4月〜12月）
- V6 feat.Shoo（S.E.S.）「one」（2002年1月〜3月）
- V6「A・SA・YA・KE」（2002年4月〜9月）
- V6「キミヘノコトバ」（2002年9月〜2003年3月）
- V6「ラヴ・シエスタ」（2003年4月〜9月）
- V6「晴れ過ぎた空」（2003年10月〜2005年9月）
- V6「それぞれの空」（2005年10月〜2006年6月）
- V6「タイムカプセル」（2006年7月〜12月）
- V6「愛をコメテ」（2007年1月〜4月）
- V6「Rainbow」（2007年5月〜11月）
- V6「リスク」（2007年12月〜2008年7月）
- V6「Swing!」（2008年8月〜2009年4月）
- V6「スピリット」（2009年5月〜2010年2月）
- V6「星が降る夜でも」（2010年2月）
- V6「RADIO MAGIC」（2010年2月）
- V6「Portraits」（2010年3月）
- V6「Bouquet」（2010年3月）
- V6「will」（2010年3月）
- V6「Air」（2010年3月）

## 放送時間
同時ネット
- フジテレビ系列フルネット26局 金曜 23:00 - 23:30

遅れネット・不定期放送
| 放送区域 | 放送局          | 系列                           | 放送時間                      | 遅れ日数      | 備考                                                               |
| -------- | --------------- | ------------------------------ | ----------------------------- | ------------- | ------------------------------------------------------------------ |
| 青森県   | 青森テレビ(ATV) | TBS系列                        | 金曜 0:00 - 0:30 （木曜深夜） | 20日遅れ      | 2009年3月まで、月曜（日曜深夜） 0:30 - 1:00 (23日遅れ)             |
| 山口県   | 山口放送(KRY)   | 日本テレビ系列                 | 木曜 0:29 - 0:59 （水曜深夜） | 12日遅れ      | 2009年3月まで、木曜（水曜深夜） 0:59 - 1:29 (遅れ日数は現在と同じ) |
| 徳島県   | 四国放送(JRT)   | 日本テレビ系列                 | 火曜 0:29 - 0:59 （月曜深夜） | 1ヶ月以上遅れ | 無し                                                               |
| 山梨県   | 山梨放送(YBS)   | 日本テレビ系列                 | 日曜 15:55 - 16:25            | 遅れ日数不明  | 無し                                                               |
| 大分県   | テレビ大分(TOS) | FNN/FNS・NNN/NNS クロスネット  | 木曜 0:29 - 0:59 （水曜深夜） | 遅れ日数不明  | 無し                                                               |
| 宮崎県   | テレビ宮崎(UMK) | FNN/FNS・NNN・ANN クロスネット | 不定期放送                    | 不明          | 無し                                                               |

## その他
- 2008年9月4日の放送では、ゲストに「あやや」こと松浦亜弥と、"あやや"のエアものまねをするはるな愛が出演し、"テレビ番組"としては初の競演を果たした。[5]
- 海外では國興衛視（台湾）で放映されている(放映時刻は2009年1月現在で毎週日曜よる6時と同10時ほか)。なお台湾では日本のテレビ番組に現地言語タイトルが付けられる事が大半だが、この番組は珍しく「VivaVivaV6(読み方：ビバビバブイシックス)」と日本と同じタイトルとなっている。
- 2009年10月4日より201_年_月_日[要検証 – ノート]まで、フジテレビで毎週日曜日13:30〜14:00にて再放送されていた。